# Герб Волгоградской области
Герб Волгоградской области — геральдический символ Волгоградской области.  Утвержден Законом Волгоградской области № 436-ОД "О гербе и флаге Волгоградской области" от 18 сентября 2000 года. Из-за несоответствий методическим рекомендациям Геральдического совета при Президенте РФ гербу Волгограда отказано в государственной регистрации до внесения соответствующих изменений.

## Описание
Герб Волгоградской области представляет собой традиционный для российской геральдики прямоугольный геральдический щит с отношением высоты к ширине 4:3. В красном поле щита изображена в натуральном белом цвете фигура статуи Матери — Родины, установленной на Мамаевом кургане. На уровне нижней трети щит пересечён по горизонтали двумя синими полосами, обрамлёнными по краям и разделёнными между собой белыми каёмками. Ширина каждой синей полосы равна одной двадцатой высоты щита, ширина белых каёмок — одной шестидесятой высоты щита.

## Парадная форма герба
Устанавливаются две формы герба области — основная и парадная.
Парадная — Большой герб области, представляющий собой вышеописанный герб области, дополненный следующим геральдическим обрамлением: гербовый щит обрамлён венком из двух зелёных ветвей лавра и шести жёлтых пшеничных колосьев. Поверх нижней части венка наложена красная лента, на которой жёлтыми прописными буквами сделана надпись: «ВОЛГОГРАДСКАЯ ОБЛАСТЬ». Между верхними концами венка изображена жёлтая пятиконечная звезда. Над гербовым щитом помещён геральдический венец — бурелет — синего, красного и белого цветов попеременно, увенчанный тремя красными цветками степного тюльпана и шестью синими цветками василька.